# Клыков, Алексей Григорьевич
Алексе́й Григо́рьевич Клы́ков (род. 17 октября 1975, Арсеньев, Приморский край) — российский учёный, специалист в области растениеводства, селекции зерновых культур, биологических ресурсов.
Член-корреспондент и профессор РАН (2016), академик РАН (2022). доктор биологических наук (2014). Председатель Дальневосточного регионального аграрного научного центра (c 2016).

## Биография
Родился в г. Арсеньеве.
В 1997 году закончил Приморскую государственную сельскохозяйственную академию по специальности «агрономия».
Затем работал научным сотрудником (1997—2002) и заведующим лабораторией селекции зерновых и крупяных культур (2002—2014) в Приморском научно-исследовательском институте сельского хозяйства.
В 1997—2000 гг. обучался в аспирантуре ДальНИИСХ по специальности «селекция и семеноводство».
В 2000 году защитил кандидатскую диссертацию в области сельскохозяйственных наук, а в 2014 году стал доктором биологических наук.
В 2014—2015 гг. — зампредседателя, с 2016 г. — председатель Дальневосточного регионального аграрного научного центра.
По совместительству профессор кафедры агрохимии, агроэкологии и охраны труда альма-матер.
Член Президиума ДВО РАН.
Награждён Почётной грамотой РАСХН (2008).
Один из создателей сортов ярового ячменя Тихоокеанский и Восточный, и яровой пшеницы Приморская 50.
Опубликовал около 200 научных трудов, в том числе за рубежом, в частности четыре монографии, среди которых (в соавторстве) «Гречиха на Дальнем Востоке».